# Тунис (вилайет)
Туни́с (араб. ولاية تونس‎) — самый маленький по площади вилайет Туниса.
Административный центр — город Тунис, который также является столицей страны. Площадь — 346 км², население — 990 100 человек (2007 год).

## География
На юге граничит с вилайетом Бен-Арус, на западе с вилайетом Мануба, на севере с вилайетом Арьяна. На востоке омывается водами Средиземного моря (Тунисский залив).

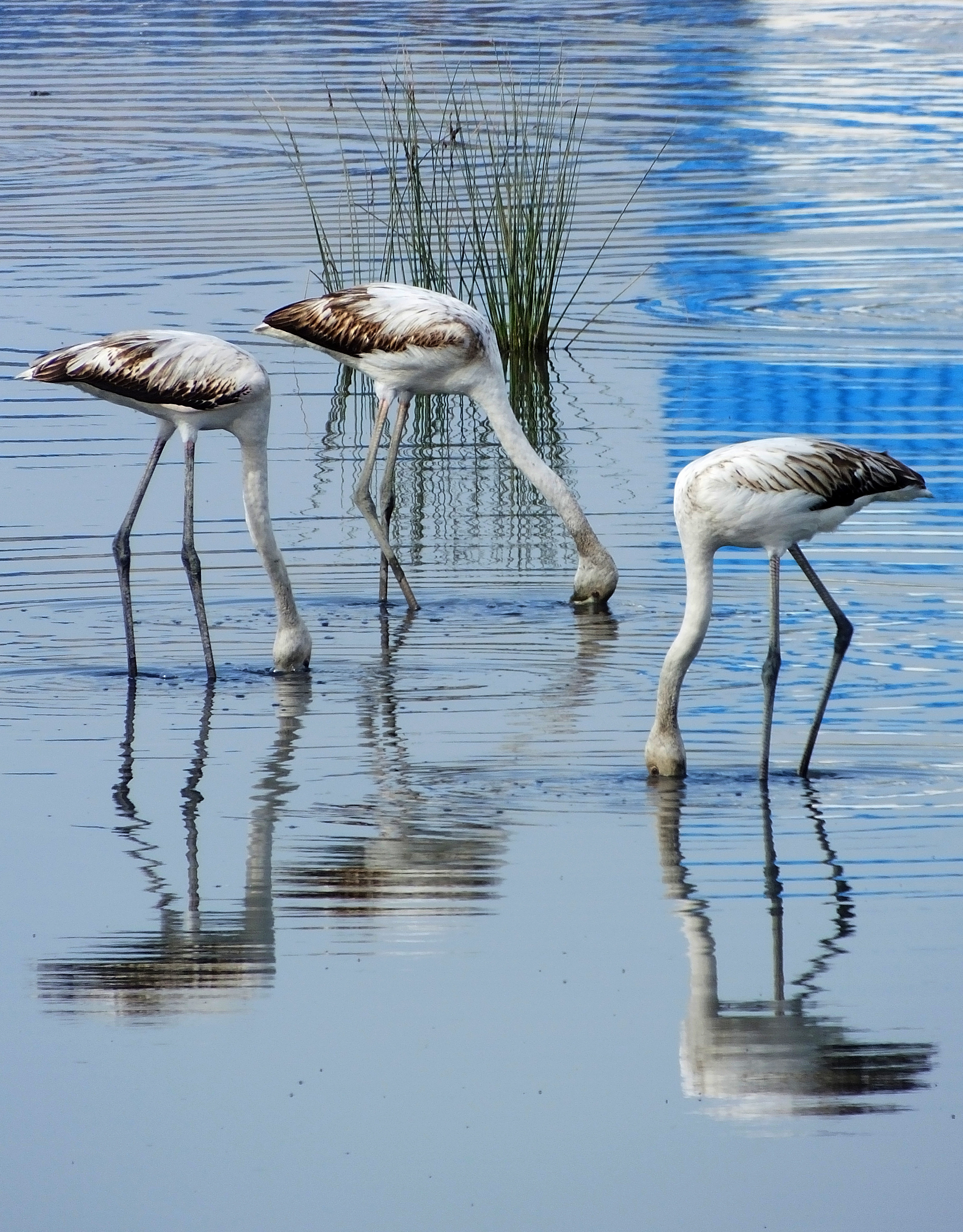
Фламинго на озере Седжуми, район Седжуми

## Административное деление
Вилайет Тунис делится на 21 округ с восемью муниципалитетами. Округа:
- Баб-эль-Бхар (Bab El Bhar)
- Баб-Суика (Bab Souika)
- Карфаген (Carthage)
- Эль-Хадра (Cité El Khadra)
- Джебель-Джеллуд (Djebel Jelloud)
- Эль-Кабария (El Kabaria)
- Эль-Менза (El Menzah)
- Эль-Омран (El Omrane)
- Эль-Омран-Супериёр (El Omrane supérieur)
- Эль-Уардия (El Ouardia)
- Эттахрир (Ettahrir)
- Эззухур (Ezzouhour)
- Храйрия (Hraïria)
- Ла-Гулет (La Goulette)
- Ла-Марса (La Marsa)
- Бардо (Le Bardo)
- Крам (Le Kram)
- Медина (Médina)
- Седжуми (Séjoumi)
- Сиди-эль-Бешир (Sidi El Béchir)
- Сиди-Хассин (Sidi Hassine)